# 野呂瀬主税助
野呂瀬 主税助（のろせ ちからのすけ、生没年不詳）は、江戸時代初期の尾張藩士。諱は直自、号は恕山。

## 生涯
甲斐国巨摩郡十日市場（現在の山梨県南アルプス市十日市場）出身。
もとは武田家に仕えていたが、同家滅亡後は徳川家に臣従し、徳川義直の下で勘定奉行を務めた。清洲越しの際に名古屋城下で彼が屋敷を構えた土地は「主税町」と呼ばれるようになった。末裔は幕末まで同地に屋敷を構え（屋敷跡地はカトリック主税町教会となっている）、「主税町」の地名は2019年現在も使用されている。
主税助は尾張名古屋に移った後も郷里十日市場の安養寺を大檀越として支援し、元和5年（1619年）に六地蔵菩薩の掛絵（南アルプス市指定文化財）、寛永17年（1640年）に自筆の『鼻採地蔵縁起』（南アルプス市指定文化財）、野呂瀬家系図を奉納している。『鼻採地蔵縁起』は、安養寺の地蔵が童子に身を変え、代かき作業の際に馬の鼻をとり、困っている農民を助けたという伝承を記すものであるが、同時に十日市場の繁栄を記録した文献でもあり、「十日市祭典」についての最古の記録である。
『甲斐国志』は、寛政年間に巨摩郡寺部村に野呂瀬主税助が屋敷を与えられ野呂瀬と呼ぶようになったとする説を紹介するが、同書は寺部村八幡宮にある天正年間の板記に、加々美荘7か村のうちに野呂瀬村があることを記している。